# Zwartkruinpalmtangare
De zwartkruinpalmtangare (Phaenicophilus palmarum) is een zangvogel uit de familie Phaenicophilidae.

## Verspreiding en leefgebied
Deze soort is endemisch op Hispaniola, een eiland in de Caraïbische Zee.